# Moulin de Noès
Le moulin de Noès est le dernier vestige d'une ferme expérimentale du XVIIIe siècle et situé à cheval sur les communes de Mérignac et de Pessac, dans le département de la Gironde. 

## Historique
Il s'agit du dernier vestige de la ferme expérimentale née de l’application locale de l’arrêt du Conseil du Roy, en date du 16 avril 1761, favorisant le défrichement des terres libres du royaume pour éviter la « disette du grain » et construite par Jacques-Alexandre Laffon de Ladebat, armateur négrier bordelais (père d'André-Daniel Laffon de Ladebat), dans une zone marécageuse des « landes de Bordeaux » qui a été asséchée pour y faire des plantations ; cette ferme était destinée à la culture de céréales mais également à l'élevage de vers à soie, nourris grâce à une plantation de mûriers et formait des valets de chambre dont les meilleurs devenaient propriétaires d’un lopin de terre.
Le monument fait l’objet d’une inscription au titre des monuments historiques depuis le 28 décembre 1984,.